# Татарське пірохлорове родовище
Татарське пірохлорове родовище — знаходиться в РФ (Красноярський край).
Являє собою кору вивітрювання карбонатитів. Невеликі (0,2—0,7 км) рудні тіла потужністю 20—30 м мають вигляд пластоподібних, лінзовидних покладів. Руди комплексні, вміст корисних компонентів становить (в %): Nb2O5 — 0,69; P2O5 — 8,73; вермикуліт — 11,16. Ніобій сконцентровано в основному (80—90 %) у пірохлорі, розміри мінеральних утворень якого становлять 0,05—5 мм. Родовище невелике за запасами. Держбалансом затверджені запаси по категорії С1 і С2. Ведеться промисловий добуток у невеликих обсягах.
Масив розташований за 85 км на ПнЗх від сел. Мотигіне, у верхів'ях річки Татарка, Єнісейський кряж, Красноярський край (Північ), Середній Сибір, Росія. Татарське родовище виявили у 1973 році, першовідкривачі: Малишев А. А., Гарєєв Н. Х. (Ангарська ГРЕ). Родовище розкрито шурфами під час завірення центрів магнітних аномалій у розвитку лімонітових порід. Татарське родовище відноситься до типу прирозломних лужних метасоматитів.
Карбонатити Татарського ніобієвого родовища пов'язані з лінійними зонами лужних метасоматитів. Вони локалізовані в зоні глибинного Татарського розлому та приурочені до західної екзоконтактної зони Татарського гранітного масиву. Рудне поле родовища простягається в меридіональному напрямі вздовж західного крила Татарської зони синклінальної на 25 км при ширині 2,0—6,0 км. Площа рудного поля 60 кв. Рідкіснометалічні руди представлені двома геолого-промисловими типами: первинними апатит-пірохлоровими з флогопітом (скельні) та окисленими, пов'язаними з корами вивітрювання (пухкі). У складі первинних руд виділяються власне фосфатно-ніобієві та фосфатні руди, а вермикулітові руди складають самостічні поклади в лежачому боці рудних тіл.